# Mírtilo (mitología)

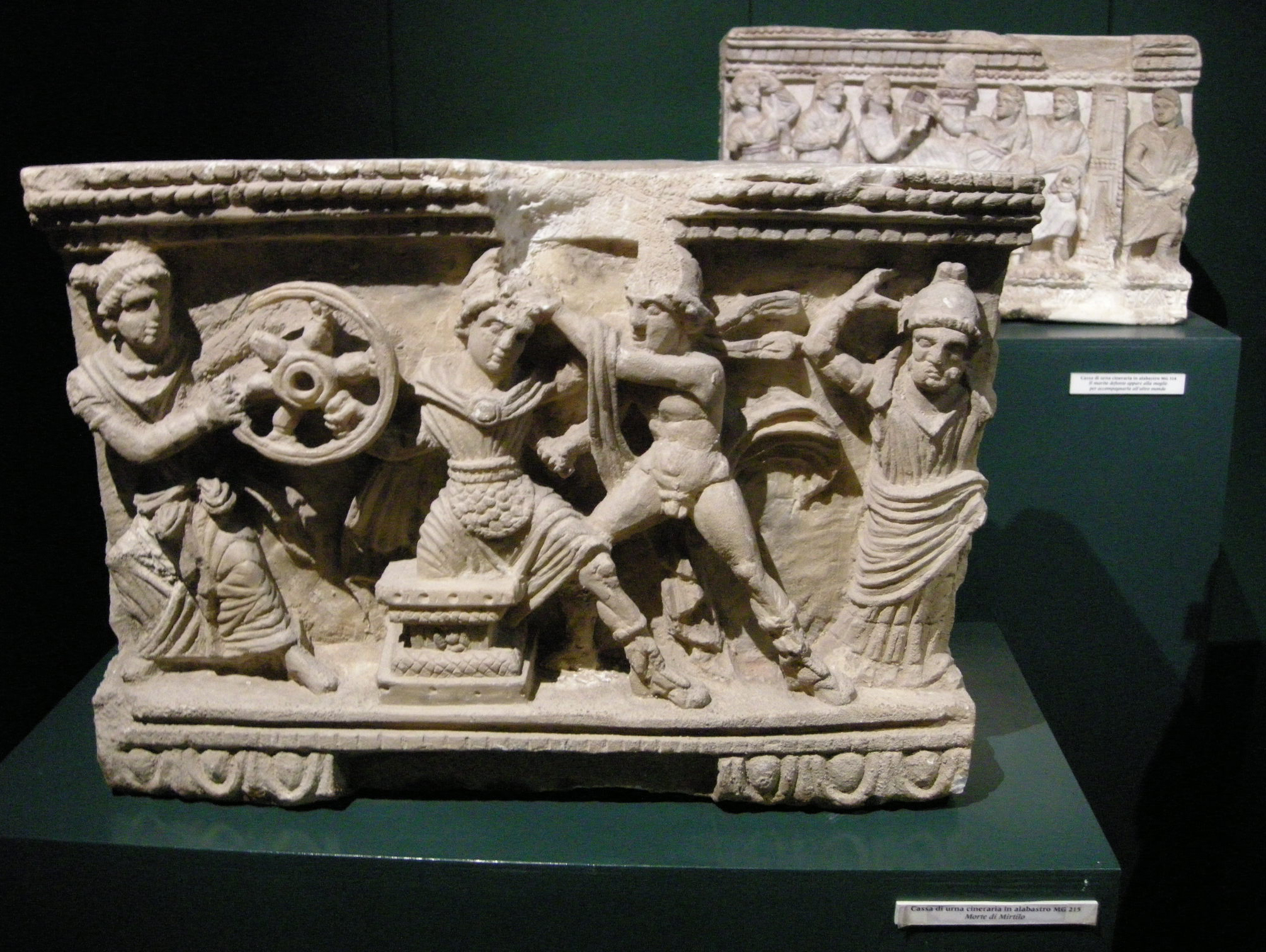
Muerte de Mírtilo. Urna funeraria etrusca de alabastro. Museo Etrusco Guarnacci.

Mírtilo (Μυρτίλος) es un personaje de la mitología griega. Fue un hijo de Hermes y recordado especialmente por ser el auriga de Enómao, padre de Hipodamía. Su madre fue la amazona Mirto,o la danaide Faetusa, o bien una mujer local — cuyo nombre se baraja entre Clitia, Clímene, Cleobule o Teobule— .
Enómao ponía por condición a los pretendientes de su hija que habían de vencerle en una carrera de carros entre Pisa y el istmo de Corinto. Cuando llegó el pretendiente Pélope, este sobornó a Mírtilo, quien también amaba a Hipodamía. Se decía que el soborno había consistido en prometerle la mitad del reino o en pasar una noche con Hipodamía. Otras tradiciones contaban que fue la propia Hipodamía la que se prendó de Pélope y pidió a Mírtilo que lo ayudase a ganar la carrera, o que incluso ella misma ofreció al auriga pasar con él la primera noche. El caso es que Mírtilo traicionó a su amo quitando la clavija de una rueda, lo que hizo volcar el carro y perder la carrera a Enómao, que cayó al suelo y se rompió la cabeza. Pero Enómao llegó a maldecir a Mírtilo deseando su muerte a manos de Pélope.
Entonces, Pélope, en vez de dar a Mírtilo el precio de la traición, lo arrojó al mar junto al cabo Geresto. Hay varias versiones del motivo de este asesinato: una de ellas dice que ocurrió cuando Mírtilo exigió el cumplimiento de las promesas que le habían sido dadas; otra que Mírtilo trató de violar a Hipodamía o simplemente besarla; otra que Hipodamía fue rechazada por Mírtilo y lo calumnió al acusarle de haber tratado de violarla. Mírtilo pudo, a su vez, lanzar una maldición contra Pélope que tendría graves consecuencias para este. Se dice que desde entonces el mar adquirió el nombre de Mirto como homenaje a este personaje.